# تشارلز ويغين
تشارلز ويغين (بالإنجليزية: Charles Wiggin)‏ هو مجدف بريطاني، ولد في 8 يناير 1950.

## وصلات خارجية
- تشارلز ويغين على موقع الاتحاد الدولي للتجديف (الإنجليزية)
- تشارلز ويغين على موقع اللجنة الأولمبية الدولية (الإنجليزية)
- تشارلز ويغين على موقع أوليمبيديا (الإنجليزية)
- تشارلز ويغين على موقع اللجنة الأولمبية البريطانية (الإنجليزية)